# Brachythecium ryanii
Brachythecium ryanii là một loài rêu trong họ Brachytheciaceae. Loài này được Kaurin mô tả khoa học đầu tiên năm 1888.